# Ellenboro (Virginia Occidentale)
Ellenboro è una città degli Stati Uniti d'America, situata nello Stato della Virginia Occidentale e in particolare nella Contea di Ritchie. In passato era nota con il nome di Shumley.